# Kodiak (Panzer)
Der Pionierpanzer AEV3 Kodiak (in der Schweizer Armee: Geniepanzer Kodiak) ist ein von der Rheinmetall Landsysteme GmbH und der RUAG Land Systems AG entwickelter Pionierpanzer, der auf dem Fahrgestell des Leopard 2 basiert. Er wird zum Herstellen von Ein- und Ausfahrten sowie Zu- und Abfahrten an Gewässerübergangsstellen, zum Befahrbarmachen des Gewässergrundes sowie zum Anlegen, Beseitigen von Hindernissen und Sperren auf dem Gefechtsfeld, zur Vorbereitung von Stellungen für Kampfpanzer und zur Minenräumung eingesetzt. Er verfügt über eine neu entwickelte fernbedienbare Waffenstation zum Selbstschutz und ist resistent gegen Streumunition, ballistische Projektile, Panzerabwehrminen und Hochleistungs-Mikrowellen-Waffen.

## Ausrüstung
- 3-teiliger Knickarmbagger in Mittenanordnung
- Räum- und Stützschild mit Schnitt- und Neigungswinkelverstellung
- 2 × 9-t-Spillwinde (Mehrfachzug bis 62 t, Seillänge 200 m)
- Umrüstsatz Minendurchbruch
- über eine Schnellwechseleinrichtung kann zusätzliches pionierspezifisches und handelsübliches Werkzeug angebracht werden (z. B. Universalgreifer, Betonzertrümmerer, Bohrschnecke, Wurzelfräse)
- Hilfsaggregat zur Erzeugung von 4,2 Kilowatt elektrischer Leistung
- 6 Kameras an Ausleger, Räumschild und an Front- und Heckseite

## Bewaffnung
Als Bewaffnung zum Selbstschutz dient eine fernbedienbare Waffenstation, die mit verschiedenen Waffen ausgerüstet werden kann. Außerdem verfügt der Kodiak über eine Nebelmittelwurfanlage.

## Nutzerstaaten
- Schweiz – Die Schweizer Armee war der Erstkunde für den AEV 3 Kodiak, das Fahrzeug, das ursprünglich für den Schweizer Bedarf entwickelt wurde. Der Auftrag für 12 Exemplare wurde am 9. Januar 2007 erteilt, der Wert belief sich auf 95 Millionen Schweizer Franken (76 Millionen US-Dollar). Bis Ende 2011 wurde das letzte Exemplar ausgeliefert und die Fahrzeuge werden vom Panzersappeurbataillon 11 der Schweizer Armee genutzt.[1]
- Schweden – Schweden hat im Jahr 2005 offiziell die Anforderung zur Beschaffung von sechs AEV 3 S (S – schwedisch) mit der lokalen Bezeichnung Ingenjörbandvagn 120 gestartet. Im Januar 2008 wurde gemeinsam mit den Niederlanden ein Beschaffungsvertrag im Wert von rund 100 Mio. € für insgesamt 14 Pionierpanzer geschlossen. Die Auslieferung der 6 Fahrzeuge für Schweden aus diesem Vertrag erfolgte in den Jahren 2011 und 2012.[2]
- Niederlande – Die Niederlande schlossen sich 2006 dem schwedischen Programm für ein gepanzertes technisches Fahrzeug an und bestellte gemeinsam mit Schweden im Januar 2008 14 Pionierpanzer. Die zehn AEV 3 Kodiak, die für die Niederlande bestimmt waren, wurden zwischen 2011 und 2012 ausgeliefert.
- Singapur – Singapur bestellte insgesamt vierzehn AEV 3 Kodiak (lokale Bezeichnung L2-AEV) zur Lieferung zwischen 2014 und 2015. Die Fahrzeuge werden durch das 38th Battalion, Singapore Combat Engineers (38 SCE) eingesetzt.
- Deutschland – Die Bundeswehr wird 44 PiPz 3 Kodiak als Nachfolger des PiPz 2 Dachs beschaffen, für einen Vertragspreis von 295 Millionen Euro. Die Auslieferung war ab 2026 geplant.[3][4]